# CMX (fumetto)
CMX è un marchio editoriale della casa editrice statunitense di fumetti DC Comics. Si occupa della pubblicazione di manga.

## Controversie
Al tempo dell'uscita di Tenjho Tenge, fu evidente che stava per essere pubblicato sia censurato nei suoi contenuti sia cambiato graficamente per raggiungere una fetta più larga di pubblico. La CMX annunciò che tali cambiamenti erano stati fatti con l'approvazione dell'autore, Oh! Great. Quando il manga venne pubblicato, fu cambiato tanto drasticamente che venne eliminato persino un nodo fondamentale della storia, che avrebbe avuto ripercussioni nei numeri successivi. Questo causò una reazione violenta da parte dei lettori. La CMX fino a febbraio 2006 non ha ancora rivelato i piani futuri per Tenjho Tenge, né ha commentato le reazioni dei fan.
Altri titoli (come Sword of the Dark Ones e Testarotho) non sono stati invece censurati nonostante fossero manga dal contenuto maturo.

## Titoli pubblicati dallaCMX
- Cipher
- The Devil Does Exist
- The Empty Empire (Kara no Teikoku)
- From Eroica with Love
- Gals! (Super GALS! Kotobuki Ran)
- Kamikaze Kaito Jeanne
- Land of the Blindfolded (Mekakushi no Kuni)
- Moon Child
- Madara
- Megatokyo
- Monster Collection
- Musashi Number Nine
- Omukae desu
- Oyayubihime Infinity
- Penguin Revolution
- Seimaden
- Swan
- Sword of the Dark Ones (Ragnarok)
- Tenjho Tenge
- Tenryu: The Dragon Cycle
- Testarotho
- Tower of the Future (Mirai no Utena)
- Young Magician